# Andrea Rau
Andrea Rau, nota anche come Andrea Rau-Köhler (Stoccarda, 31 ottobre 1947), è un'attrice ed ex-fotomodella tedesca.
Attrice attiva principalmente negli anni settanta e ottanta e interprete di varie commedie erotiche, è considerata la prima sexy star tedesca al di fuori del cinema pornografico.

## Biografia
Andrea Rau nasce a Stoccarda il 31 ottobre 1947.
Nel 1968 entra nel corpo di ballo del Teatro statale di Stoccarda, dove lavora fino al 1969., Sempre nel 1968, debutta sul grande schermo ottenendo una parte nel film commedia, diretto da Ulrich Schamoni Quartett im Bett.
Da giugno a dicembre 1968, Andrea Rau è protagonista, nel ruolo di Anita, dei fotoromanzi della rivista satirica Pardon.
Nel 1969, recita nei film Charley's Onkel di Werner Jacobs, Le viziosette (dove è tra gli interpreti principali nel ruolo di Alexandra) e Die liebestollen Baronessen di Alex Neve, Liebe durch die Hintertür  e 
Professione bigamo di Franz Antel e l'anno seguente nei film Komm nach Wien, ich zeig dir was! di Rolf Thiele, Le piacevoli notti di Justine di Franz Antel, Inchiesta di un procuratore su un albergo di tolleranza di Rolf Olsen (dove è tra gli interpreti principali nel ruolo di Hannelore Zibulka) e Wenn die tollen Tanten kommen di Franz Josef Gottlieb (dove interpreta il ruolo di Bronja).
Nei due anni seguenti, è poi nel cast dei film La vestale di Satana di Harry Kümel, La polizia tace di Wolfgang Staudte (dove è nel cast principale nel ruolo di Maggy) e L'isola dei piaceri proibiti di Jesús Franco (dove è protagonista nel ruolo di Linda).
Nel 1973 è guest-star nel terzo episodio della serie L'ispettore Derrick intitolato Festa per un anniversario, dove interpreta il ruolo della vittima, Irene Eppler.
In seguito, dal 1974 al 1975, è nel cast principale della serie televisiva Sergeant Berry, dove interpreta il ruolo di Betty McMillian.
Nel 1982, è nel cast principale della serie televisiva in 10 episodi Kreisbrandmeister Felix Martin, dove interpreta il ruolo di Monika.

## Filmografia parziale

### Cinema
- Quartett im Bett, regia di Ulrich Schamoni (1968)
- Charley's Onkel, regia di Werner Jacobs (1969)
- Le viziosette (Rat' mal, wer heut bei uns schläft...? ), regia di Alexis Neve (1969)
- Liebe durch die Hintertür, regia di Franz Antel (1969)
- Professione bigamo (Warum hab’ ich bloß 2× ja gesagt? ), regia di Franz Antel (1969)
- Die liebestollen Baronessen, regia di Alexis Neve (1970)
- Komm nach Wien, ich zeig dir was!, regia di Rolf Thiele (1970)
- Le piacevoli notti di Justine (Frau Wirtin bläst auch gern Trompete), regia di Franz Antel (1970)
- Inchiesta di un procuratore su un albergo di tolleranza (Das Stundenhotel von St. Pauli), regia di Rolf Olsen (1970)
- Wenn die tollen Tanten kommen, regia di Franz Josef Gottlieb (1970)
- La vestale di Satana (Les Lèvres rouges), regia di Harry Kümel (1971)
- La polizia tace (Fluchtweg St. Pauli - Großalarm für die Davidswache), regia di Wolfgang Staudte (1971)
- L'isola dei piaceri proibiti (Robinson und seine wilden Sklavinnen), regia di Jesús Franco (1972)
- Provocazione (No es nada, mamá, sólo un juego), regia di José María Forqué (1974)
- L'undicesimo comandamento (Das Netz), regia di Manfred Purzer (1974)
- Tapetenwechsel, regia di Gabriela Zerhau (1984)
- Die Aufklärungsrolle - Als die Liebe laufen lernte, regia di Michael Strauven (1988)

### Televisione
- L'étang de la Breure - serie TV (1973)
- L'ispettore Derrick - serie TV, episodi 1x03-12x13 (1973-1985)
- Sergeant Berry - serie TV, 24 episodi (1974-1975)
- Tatort - serie TV, episodi 1x68-1x209 (1976-1988)
- Café Wernicke - serie TV, episodio 1x05 (1979)
- St. Pauli-Landungsbrücken - serie TV, episodio 1x35 (1980)
- Kreisbrandmeister Felix Martin - serie TV, 10 episodi (1982)
- Der Glücksritter - serie TV, episodio 1x01 (1984)
- Die Hausmeisterin - serie TV, episodio 1x01 (1987)
- Alle meine Töchter - serie TV, episodio 2x10 (1996)

## Programmi televisivi
- Freitags Abend  (1984)